# Тости, Антонио
Антонио Тости (итал. Antonio Tosti; 4 октября 1776, Рим, Папская область — 20 марта 1866, там же) — итальянский куриальный кардинал, папский дипломат и доктор обоих прав. Поверенный в делах Святого Престола в Сардинском королевстве (апостольский интернунций) с 25 апреля 1822 по 15 января 1829. Про-генеральный казначей Апостольской Палаты с 20 января по 25 июня 1834. Генеральный казначей Апостольской Палаты с 25 июня 1834 по 21 февраля 1839. Про-генеральный казначей Апостольской Палаты с 21 февраля 1839 по 21 апреля 1845. Камерленго Священной Коллегии Кардиналов с августа 1859 по 1860. Библиотекарь Святой Римской Церкви с 13 января 1860 по 20 марта 1866. Кардинал in pectore с 12 февраля 1838 по 18 февраля 1839. Кардинал-священник с 18 февраля 1839, с титулом церкви Сан-Пьетро-ин-Монторио с 21 февраля 1839 по 20 марта 1866. Кардинал-протопресвитер с 10 апреля 1863. 